# سوس (شهر اتریش)
سوس (به آلمانی: Sooß) یک منطقهٔ مسکونی در اتریش است که در ناحیه بادن واقع شده‌است. سوس ۱٬۱۳۴ نفر جمعیت دارد.